# Mary Bell
Pour les articles homonymes, voir Mary Bell (aviatrice) et Bell.
Mary Flora Bell (née le 26 mai 1957 à Newcastle upon Tyne, Angleterre) est une Britannique qui a été jugée coupable en décembre 1968 du meurtre de deux garçons : Martin Brown (4 ans) et Brian Howe (3 ans). Bell avait un peu moins de onze ans au moment des faits.

## Biographie

### Premières années

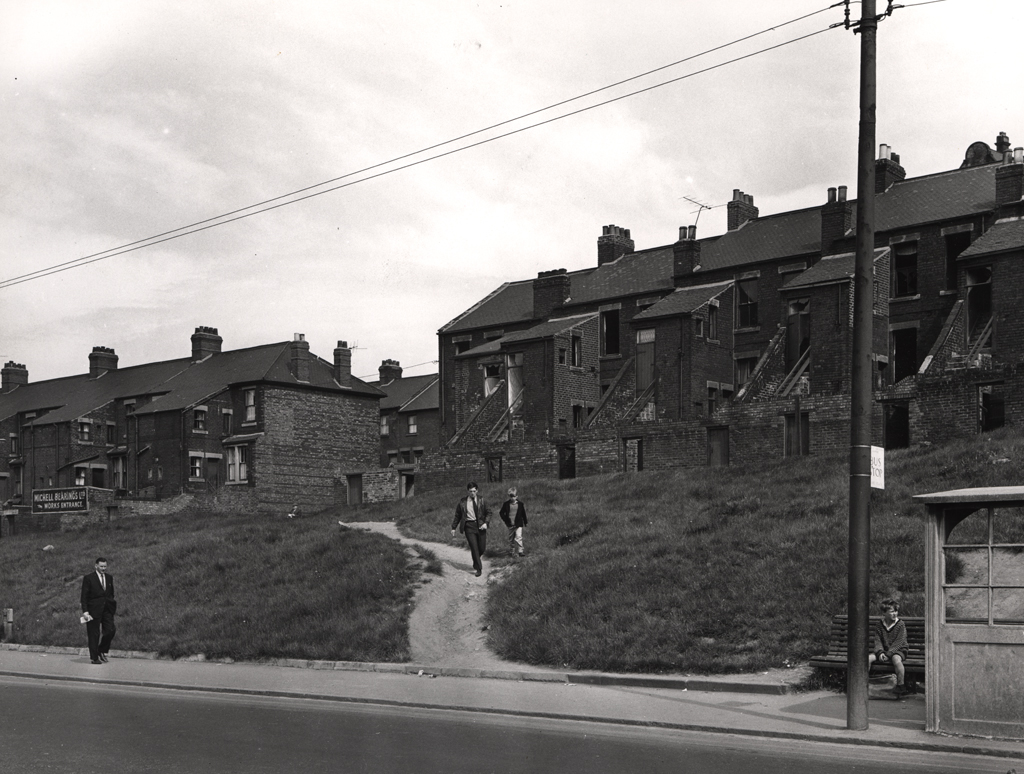
Mary Bell vivait au 70 Whitehouse Road, ici en 1966.

La mère de Bell, Betty, était une prostituée souvent absente de la maison familiale, voyageant à Glasgow pour trouver du travail. Mary (surnommée May) est son premier enfant, née quand Betty avait 17 ans. L'identité du père biologique de Mary n'est pas connue ; pendant la plus grande partie de sa vie, Mary pensa que c'était Billy Bell, criminel multirécidiviste ayant épousé Betty peu après la naissance de Mary. Il sera plus tard arrêté pour vol à main armée. La relation entre Mary et sa mère a toujours été destructrice : des témoignages indépendants de membres de la famille suggèrent fortement que Betty aurait essayé de tuer Mary et de faire passer sa mort pour accidentelle à plusieurs reprises pendant les premières années de la vie de Mary. De plus, de nombreux témoignages ainsi que Mary elle-même rapportent que sa mère aurait violé Mary lors de rendez-vous avec certains clients. Par la suite, Mary commence à se prostituer seule (vers 8 ans), mais c'est sa mère qui encaisse l'argent.

### Meurtres
Mary Bell étrangle Martin Brown, un garçon de 4 ans, le 25 mai 1968, un jour avant son onzième anniversaire. Elle a commis ce crime seule. Entre ce jour et le second meurtre, Mary et son amie Norma Bell (1955–1989), jeune fille déficiente mentale, (sans lien de parenté) cambriolent et vandalisent un orphelinat à Scotswood, y laissant des notes anonymes revendiquant la responsabilité du meurtre de Brown. La police de Newcastle écarte cet incident comme étant une simple farce. Le 1er juillet 1968, les deux fillettes tuent Brian Howe, âgé de trois ans, encore par étranglement. La police conclut que les fillettes sont retournées après coup sur le lieu du crime pour tailler d'abord un "n" minuscule (comme Norma), à laquelle une seconde main rajoutera une barre le transformant en "m" (comme Mary) sur l'abdomen du cadavre avec une lame de rasoir. Elles ont aussi utilisé des ciseaux pour couper des mèches de cheveux. Les filles auraient également entaillé le pénis du petit garçon avec les mêmes ciseaux.
Puisque les deux fillettes étaient très jeunes et que leurs témoignages se contredisaient, ce qui s'est passé ce jour-là n'a jamais été complètement éclairci. La mort de Martin Brown est alors initialement déclarée accidentelle, la police n'y voyant pas d'action criminelle. Ce n'est que plus tard que sa mort sera reliée à celle de Brian Howe. Les fillettes sont arrêtées en août 1968 et accusées de meurtre.

### Condamnation
Le 17 décembre 1968, Norma Bell, considérée comme manipulée, est déclarée non coupable. Mary Bell est acquittée de meurtre mais condamnée pour homicide involontaire avec responsabilité atténuée (manslaughter due to diminished responsibility). Le jury a suivi le diagnostic des psychiatres ayant dit d'elle que Mary présentait des « symptômes classiques de psychopathie ». Elle est condamnée à être détenue "au bon plaisir de sa Majesté", soit, dans les faits, à la prison à perpétuité. Dès sa condamnation, Mary devient le sujet de beaucoup d'attention de la part de la presse britannique ainsi que du magazine allemand Stern. Sa mère parle à plusieurs reprises de Mary à la presse, en retour d'argent, et donne souvent aux journalistes des écrits qu'elle dit de Mary.
Elle est d'abord envoyée dans une école à Newton-le-Willows (Lancashire), adaptée en février 1969 pour l'accueillir. Mary fait la une des journaux en septembre 1979 lors de sa brève évasion de la prison de Moore Court, où elle était détenue depuis son transfert d'une institution pour jeunes délinquants vers une prison pour adultes un an plus tôt.

### Mise en liberté
Mary Bell est relâchée en 1980, après avoir passé douze années en prison, et se voit accorder l'anonymat pour commencer une nouvelle vie sous un nouveau nom. Sa fille naît le 25 mai 1984. Cette dernière ne saura rien du passé de sa mère jusqu'à ce que le lieu de résidence de Bell soit rendu public par des journalistes. Elles doivent alors sortir de la maison en se couvrant de draps pour ne pas être photographiées. L'anonymat de la fille est respecté jusqu'à son dix-huitième anniversaire. Toutefois, le 21 mai 2003, Mary Bell gagne un recours en justice pour préserver à vie son propre anonymat et celui de sa fille,.
Gitta Sereny a écrit deux livres sur Bell : The Case of Mary Bell (1972), qui raconte les meurtres et le procès, et Cries Unheard: The Story of Mary Bell (1998), une biographie approfondie basée sur des entrevues avec Bell elle-même et des membres de sa famille, des amis et des psychiatres l'ayant connue pendant et après sa détention. Ce second livre sera vivement critiqué dans la presse parce que Mary, voulant également assurer l'avenir de sa fille, a été payée pour sa participation,.

### Émissions de radio
- Elsa Delachair, " Une histoire particulière - L'affaire Mary Bell, au-delà du fait divers "[5],[6] France Culture mai 2018
- Fabrice Drouelle, " Affaires sensibles - L'affaire Mary Bell ou la fabrication d'un monstre "[7], France Inter, 10 mai 2021 (consulté le 21 août 2021)